# San Lorenzo megye (Chaco)
San Lorenzo egy megye Argentínában, Chaco tartományban. A megye székhelye Villa Berthet.

## Települések
A megye 2 nagyobb településből (Localidades) áll:
- Samuhú
- Villa Berthet

Kisebb települései (Parajes):